# Kościół Świętych Apostołów Piotra i Pawła w Bogatyni
Kościół Świętych Apostołów Piotra i Pawła – rzymskokatolicki kościół parafialny należący do dekanatu Bogatynia diecezji legnickiej.

## Historia
Pierwszy kościół w tym miejscu istniał już w 1300 roku, został on zniszczony w czasie wojen husyckich. Obecna świątynia została wybudowana w XVII wieku (zapewne w 1619 roku), być może przy wykorzystaniu fragmentów wcześniejszej budowli, przebudowano ją w 1752 roku i w latach 1823-1825. Do zakończenia II wojny światowej kościół należał do protestantów. Po 1945 roku nie był użytkowany, po pożarze w 1965 roku, został odbudowany w latach 1966-1968. 

## Architektura
Kościół został wzniesiony na planie wydłużonego czworokąta, od wschodu jest zamknięty trójbocznie i posiada kwadratową wieżę od zachodu. Na ścianach świątyni zachowały się kamienne epitafia z XVII i XVIII wieku. Z pierwotnego wyposażenia zachował się krucyfiks i figura św. Antoniego z I połowy XIX wieku.